# Карнеги-Холл-Тауэр
Ка́рнеги-Холл-Та́уэр (англ. Carnegie Hall Tower) — небоскрёб в Мидтауне Манхэттена, ограниченный 56-й и 57-й улицами и Шестой с половиной и Седьмой авеню.
Строительство небоскрёба велось с 1986 по 1990 год. Его архитектурный проект был разработан Сесаром Пелли, а инженерный — объединением Robert Rosenwasser Associates. В 1994 году проект получил почётную премию (англ. Honor Award) Американского института архитектуры. Небоскрёб примыкает непосредственно к Карнеги-холлу. Между Карнеги-Холл-Тауэром и соседним небоскрёбом Метрополитен-тауэр (англ.) расположен ресторан «Русская чайная». В основании Карнеги-Холл-Тауэра находится шестиэтажный «постамент», который имеет примерно ту же высоту, что и Карнеги-холл. Всего же в небоскрёбе насчитывается 60 этажей, средняя высота которых — 3,66 м. Доминантная часть здания представлена в виде двух прилегающих плит. Для облицовки Карнеги-Холл-Тауэра, как и Карнеги-холла, использован римский кирпич медового цвета. Оконные же элементы, такие как подоконники и притолоки, выполнены из сборного железобетона. Фасад верхней части небоскрёба сделан из тёмно-зелёного глазурованного кирпича. У крыши здания расположен металлический карниз.

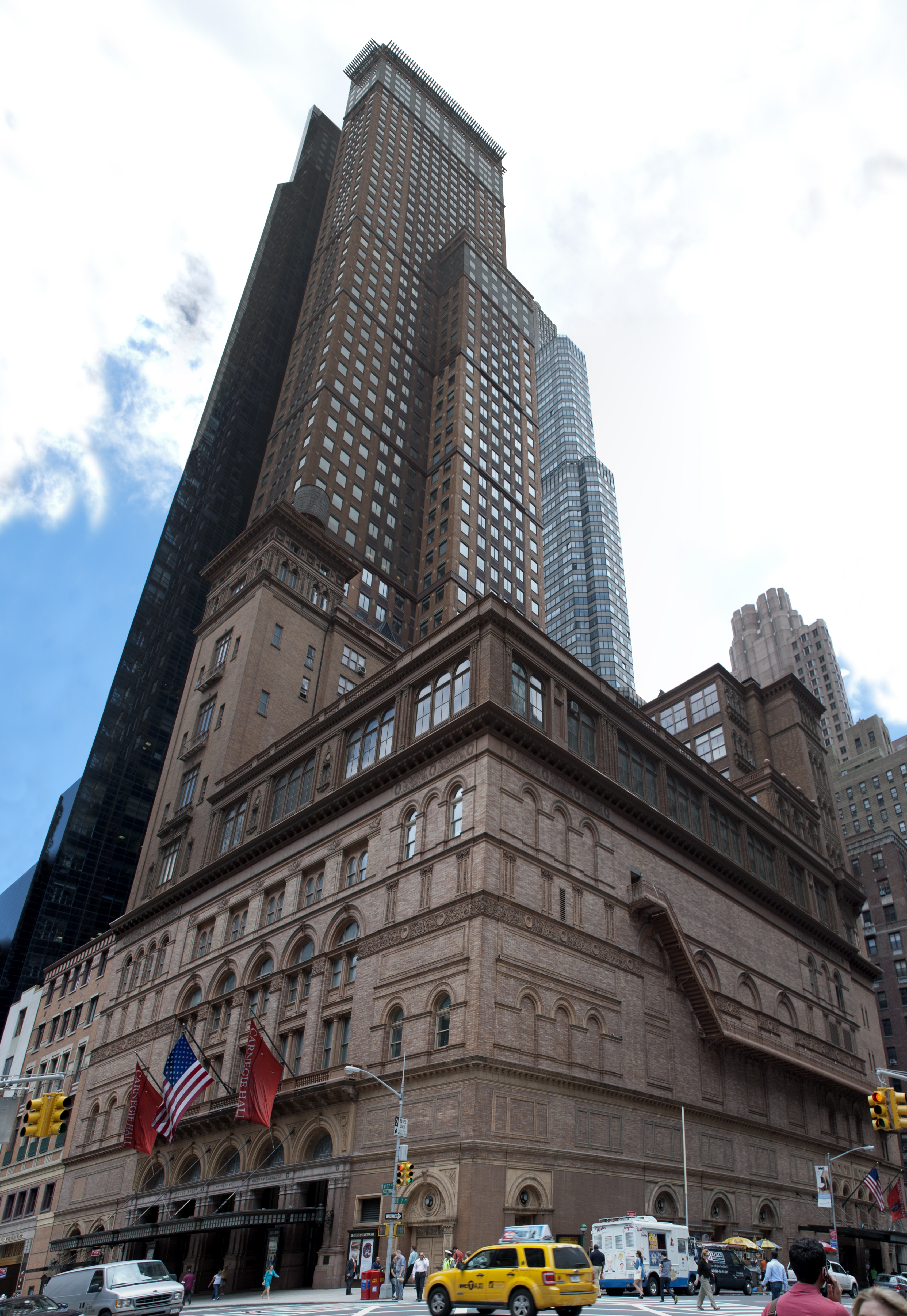
Карнеги-холл на фоне башни
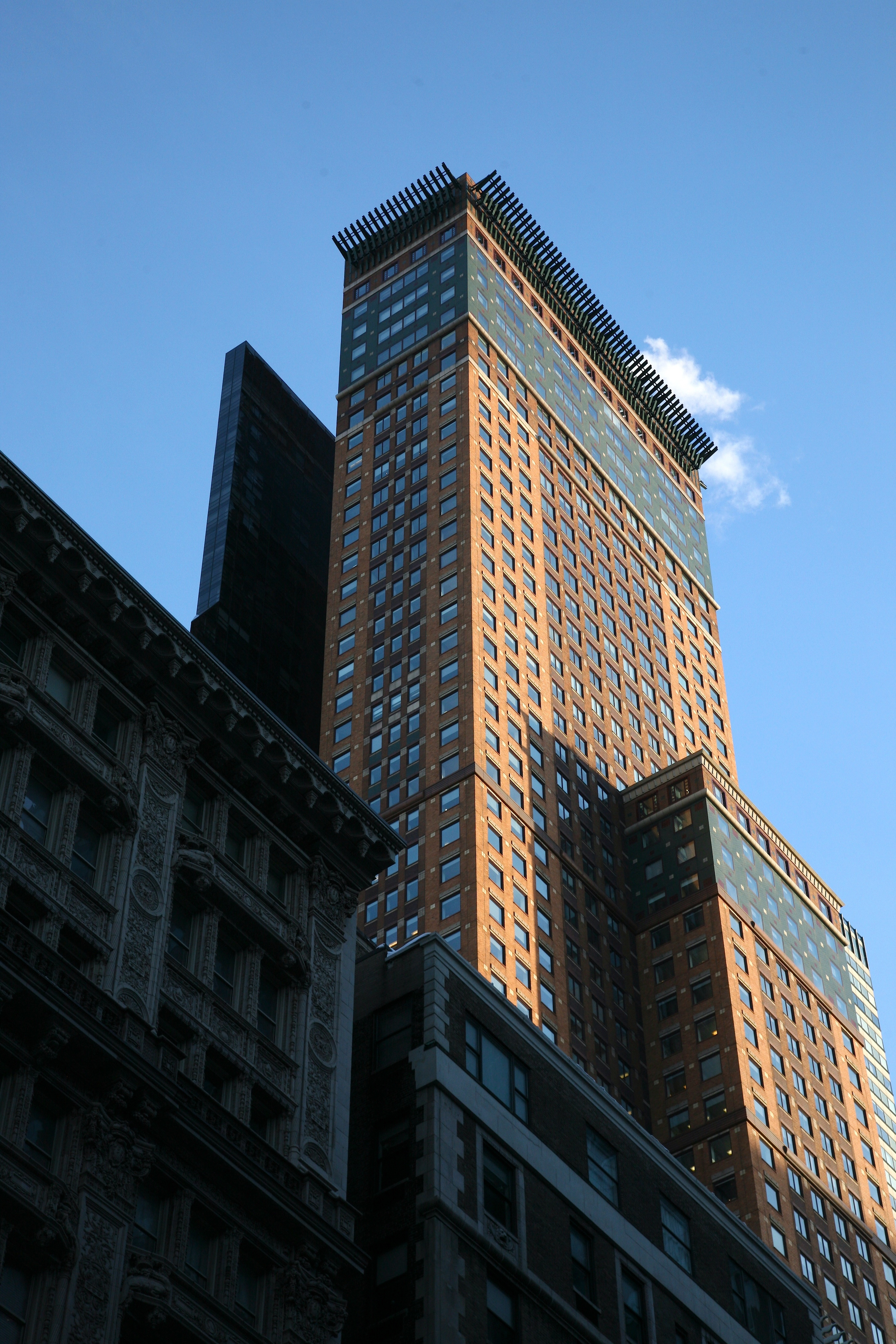
Верхняя часть небоскрёба